# 200 по встречной
«200 по встречной» — дебютный альбом группы «Тату» (t.A.T.u.), выпущенный в 2001 году. Продажи альбома в России составили более 1 миллиона копий. Общий объём продаж англоязычной версии альбома, по данным главы российского отделения Universal, составил более 7 млн экземпляров по всему миру. В 2002 году группа получила премию Международной федерации производителей фонограмм IFPI Platinum Europe Award за миллион проданных в Европе копий альбома.

## Предыстория
В 1999 году Иван Шаповалов, бывший пиарщик и детский психолог, занялся съёмками видеоклипов. Познакомившись с композитором Александром Войтинским, он завёл связи в шоу-бизнесе и позже они решили создать музыкальный проект, переквалифицировавшись в продюсеров. Потратив $300 на кастинг, они отобрали на главную роль Лену Катину, записав с ней несколько песен, но не имели достаточных финансовых средств на создание альбома. Шаповалов нашёл инвестора для проекта, которым стал Борис Ренский, владелец компании R&K. По словам бизнесмена он предложил Шаповалову финансовую и административную помощь, потратив на проект около $200 тыс. и позже отмечал, что «Это и стало фактическим моментом образования группы „Тату“». Иван встретился с Ренским в апреле 1999 года и дал прослушать демозапись песни «Югославия», которую записала Катина. Шаповалов хотел сделать телевизионное шоу в поддержку Югославии, в которой на тот момент шла война, но коммерсант отказался от такого сотрудничества и взамен предложил сделать полностью музыкальный проект.
В качестве сопродюсера к проекту была привлечена Елена Кипер, работавшая корреспондентом программы «Впрок» телекомпании НТВ. Совместно Кипер и Шаповалов придумывают «провокационную и эффективную, как ядерная бомба» концепцию про «лесбийскую любовь двух девочек-подростков». Сопродюсер предложила использовать лесбийские мотивы, посмотрев фильм «Покажи мне любовь» шведского кинорежиссёра Лукаса Мудиссона. Войтинского не устроила концепция группы и он покинул проект. «Наверное, Ивану, в прошлом детскому психиатру, было интересно сделать такой проект, но не мне», — говорил музыкант. Для реализации идеи продюсеры нашли вторую солистку, которой стала подруга Катиной Юлия Волкова. Кипер рассказывала, что Шаповалов сознательно хотел эпатировать публику, но первоначально записанные песни были «вялые». Под Новый год, сопродюсер попала в больницу и там придумала рефрен «я сошла с ума». Вскоре была записана одноимённая песня и в сентябре 2000 года на неё был снят видеоклип, режиссёром которого выступил Шаповалов. Уже в октябре того же года «Тату» стали занимать первые строчки хит-парадов в России.

## Запись
Для записи альбома Шаповалов собрал команду непрофессиональных авторов: Елену Кипер, выпускника ВГИКа Валерия Полиенко и семнадцатилетнего Сергея Галояна, который создавал аранжировки. Галоян на тот момент заканчивал школу и параллельно показывал свои музыкальные работы различным студиям. На одной из студий ему дали телефон продюсера «Тату». Вскоре они встретились и музыкант стал писать музыку для коллектива. На создание и запись «Я сошла с ума» ушло три месяца. Кипер воспоминала, что она «рождалась в муках». По её словам на тот момент Войтинский решил уйти из проекта и отказался писать музыку на её текст. Тогда в проект пришёл Галоян и предоставил два варианта песни. В ту же ночь они напели в машине эскиз композиции. Соавтором текста выступил Полиенко.
Галоян позже вспоминал, что Шаповалов показал ему текст песни и музыкант в тот же вечер написал на него мелодию и создал аранжировку. Над другими песнями он работал тем же методом. «Я предложил демку. Ну, вот, как, например, с этой песней. То есть я пришёл с демкой, Ваня дал какой-то текст. Я там его ему в машине напел. Потом мы пошли на студию. На студии я уже там начал творить, там, как бы, такой звук засунуть, другой звук засунуть. Потом принесли мне вокал, я вокал наложил, кое-что там сделал звукоинженер Дима. Я ему говорю: „Крути вот в эту сторону ручки, в другую сторону крути ручки“. Именно с „Тату“ было как раз много творчества», — рассказывал о процессе записи «Я сошла с ума» Галоян.
Примерно в этот же период была записана песня «Нас не догонят», над аранжировкой которой также работал Галоян. Лена Катина рассказывала, что хорошо запомнила момент записи, так как Юлия Волкова должна была исполнять свои вокальные партии «страшно сильным голосом» и в итоге сорвала связки. Катина так же привела на запись половину учеников своего класса, поскольку для ремикса нужно было записать хор. Всего Галоян написал для альбома музыку к пяти песням: «Я сошла с ума», «Нас не догонят», «Полчаса», «Покажи мне любовь» и «Мальчик-гей». К созданию песни «Мальчик-гей» были привлечены поклонники коллектива. Текст был написан в результате коллективной творческой работы нескольких участниц конкурса, который был объявлен на официальном сайте группы.
«Я твой враг» написал лидер группы «Технология» Роман Рябцев. Шаповалов первоначально хотел сотрудничать с Дмитрием Постоваловым из группы Arrival, но музыкант был занят продюсированием песен для «Демо» и перенаправил продюсера «Тату» к Рябцеву. «Мы встретились. Он сказал: есть, мол, девочка, зовут Лена Катина, ей нужны песни. „Нет проблем“, — ответил я. Сочинил, записались, а только потом появилась Юля, и песню переделали под дуэт», — рассказывал лидер «Технологии». «Я твой враг» впоследствии вошла в дебютный альбом группы, но с изменённой аранжировкой.

## Продвижение и релиз

### Синглы
- «Я сошла с ума»

В середине 2000 года на радио был выпущен первый сингл из альбома «Я сошла с ума». В октябре выходит видеоклип на композицию, который сразу занимает первое место в хит-параде российского MTV Russia. Над образом солисток коллектива в клипе работали Шаповалов и стилист Андрей Дрыкин, решившие одеть их в школьную форму. Алексей Мажаев из InterMedia писал, что клип стал, на тот момент, «звёздным часом» Шаповалова, как режиссёра: «Оторвался творец по полной программе, богатая получилась картинка: девичьи поцелуи, клетчатые юбочки, дождь, улица, фонарь, сетка. Клип с несовершеннолетними лесбиянками не взяли никуда, кроме одного музыкального канала, — но этого хватило, чтобы возникло подобие культа».
14 декабря был выпущен сингл на компакт-дисках. Сингл получил различные отзывы от музыкальных критиков. Алексей Мажаев писал, что Шаповалову удалось создать убедительный поп-продукт и он знает «как работать с потребителями, чтобы те не чувствовали себя обманутыми». Обозреватель портала «Звуки.Ру» Екатерина Каринина посчитала, что вокруг группы поднялась излишняя суета из-за клипа и виновником этого стало само общество. В июне 2001 года группа была награждена премией «Стопудовый хит» за песню «Я сошла с ума». 6 сентября 2001 года группа получила премию MTV Video Music Awards в номинации «Viewers' Choice — Best Russian Video» за видеоклип «Я сошла с ума». Сингл стал одним из самых продаваемых в 2001 году, получив номинацию на премию «Рекордъ» в категории «Отечественный сингл года».
- «Нас не догонят»

Второй сингл «Нас не догонят» вышел 21 мая 2001 года, в день релиза альбома. Подготовка к съёмкам клипа на песню началась в январе 2001 года, ещё до записи самой композиции. В мае 2002 года «Тату» стали лауреатами премии «Овация», получив награду в категории «Шлягер года» за песню «Нас не догонят».

## Реакция критики
| Оценки критиков      | Оценки критиков |
| Источник             | Оценка          |
| -------------------- | --------------- |
| Fonorama             | [ 19 ]          |
| Gzt.ru               | (положительная) |
| InterMedia           | (положительная) |
| Rolling Stone Russia | (отрицательная) |
| Звуки.Ру             | (положительная) |
| Музыкальная газета   | (положительная) |

Главный критик информационного агентства InterMedia Алексей Мажаев дал альбому положительную оценку. Автор писал, что количество хитов на альбоме приближалось к количеству песен в списке композиций, а продюсерский талант Шаповалова сделал из группы t.A.T.u. «эталон в категории рукотворных музыкальных проектов». Были положительно оценены как сами песни, так и их аранжировки: «Марку, заданную первым хитом, выдержать безоговорочно удалось. Удалось обойтись без глупых стихов и, не подстраиваясь под модные форматы, сохранить заявленную степень провокационности», — писал критик. Дмитрий Межик в рецензии для портала «Звуки.Ру» хвалил звучание альбома, мелодии песен и особенно тексты. Журналист пришёл к выводу, что «вообще-то рассуждать о песнях „Тату“ с видом мосье Паганеля, изучающего бабочек противоестественно и бесполезно. В значительной степени эти песни находятся вне зоны действия какой-либо аналитики или трактовок… Шаповалов, наверняка, иронично улыбается. Затеянный им „Сатирикон на острове Лесбос“ удался».
Малдер из «Музыкальной газеты» так же дал положительный отзыв и отмечал, что группа оказалась одним из немногих продюсерских проектов, для которого имеет значение качества выпускаемого материала. Похвалив как музыкальное содержание альбома, так и вокал солисток, критик пришёл к выводу: «Вообще, „200 по встречной“ выглядит как высоко поднятая рука с отставленным средним пальцем в сторону нашей поп-музыки от новичка, который просто поверил в себя». Максим Кононенко в статье для издания Gzt.ru писал, что несмотря на провокационный имидж, группа могла остаться очередным поп-проектом в российском шоу-бизнесе, если бы совершенно неожиданно не выпустила «великолепный поп-альбом». По его мнению, с этого момента во главу угла в проекте встала музыка, которую он назвал «отменной».
Сергей Грачёв из Rolling Stone Russia негативно отозвался о дебютной работе коллектива. Критик писал, что «Тату» не смогли предложить ничего нового в музыкальном плане, и их успех, по большей части, основан на правильном имидже и маркетинге: «Типичные для танцевальной музыки аранжировки, посредственный вокал, конъюнктурные тексты, легонькие мелодии», — описывал музыкальное содержание альбома автор, находя, что «проект „Тату“ — явление не столько музыкальное, сколько социальное». Лусио Рибейро из бразильского издания Folhateen положительно отозвался о «200 по встречной». Автор писал, что несмотря на затмевающий музыкальную составляющую провокационный лесбийский имидж, музыка дуэта была выполнена на достойном уровне. В польском журнале Fonorama альбому была поставлена средняя оценка в 2 с половиной балла из пяти. Критик издания посчитал, что внимания на диске заслуживают только три песни: «Я сошла с ума», «Я твоя не первая» и «Нас не догонят». Остальной материал был назван «примитивной дискотекой».

## Список композиций
| №                   | Название                                       | Текст песни                                       | Музыка                      | Ремикс                     | Длительность |
| ------------------- | ---------------------------------------------- | ------------------------------------------------- | --------------------------- | -------------------------- | ------------ |
| 1.                  | «Зачем я»                                      | Александр Вулых, Валерий Полиенко, Иван Шаповалов | Александр Войтинский        |                            | 4:08         |
| 2.                  | «Я сошла с ума»                                | Елена Кипер, В. Полиенко                          | Сергей Галоян, И. Шаповалов |                            | 3:31         |
| 3.                  | «Нас не догонят»                               | Е. Кипер, В. Полиенко, И. Шаповалов               | С. Галоян, И. Шаповалов     |                            | 4:37         |
| 4.                  | «Досчитай до ста»                              | В. Полиенко                                       | А. Войтинский               |                            | 4:38         |
| 5.                  | «30 минут»                                     | В. Полиенко                                       | С. Галоян, И. Шаповалов     |                            | 3:19         |
| 6.                  | «Я твой враг»                                  | Роман Рябцев                                      | Р. Рябцев                   |                            | 4:17         |
| 7.                  | «Я твоя не первая»                             | В. Полиенко                                       | С. Галоян                   |                            | 4:18         |
| 8.                  | «Робот»                                        | В. Полиенко                                       | А. Войтинский               |                            | 3:53         |
| 9.                  | «Мальчик-гей»                                  | Анна Карасёва, Вадим Степанцов                    | С. Галоян, И. Шаповалов     |                            | 3:19         |
| 10.                 | «Нас не догонят (HarDrum Remix)»               | Е. Кипер, В. Полиенко, И. Шаповалов               | С. Галоян, И. Шаповалов     | HarDrum (Алексей Жаркевич) | 3:51         |
| 11.                 | «30 минут (HarDrum Remix)»                     | В. Полиенко                                       | С. Галоян, И. Шаповалов     | HarDrum                    | 5:04         |
| 12.                 | «Я сошла с ума (HarDrum Remix)» (скрытый трек) | Е. Кипер, В. Полиенко                             | С. Галоян, И. Шаповалов     | HarDrum                    | 4:09         |
| Общая длительность: | Общая длительность:                            | Общая длительность:                               | Общая длительность:         | Общая длительность:        | 49:04        |

В феврале 2002 года вышло второе издание «200 по встречной» с новой песней «Клоуны».
| №                   | Название                                    | Текст песни                         | Музыка                        | Ремикс                         | Длительность |
| ------------------- | ------------------------------------------- | ----------------------------------- | ----------------------------- | ------------------------------ | ------------ |
| 1.                  | «Клоуны»                                    | В. Полиенко                         | Евгений Курицын, И. Шаповалов |                                | 3:32         |
| 2.                  | «30 минут»                                  | В. Полиенко                         | С. Галоян, И. Шаповалов       |                                | 3:19         |
| 3.                  | «Досчитай до ста»                           | В. Полиенко                         | А. Войтинский                 |                                | 4:38         |
| 4.                  | «Зачем я»                                   | А. Вулых, В. Полиенко, И. Шаповалов | А. Войтинский                 |                                | 4:09         |
| 5.                  | «Нас не догонят»                            | Е. Кипер, В. Полиенко, И. Шаповалов | С. Галоян, И. Шаповалов       |                                | 4:39         |
| 6.                  | «Я твоя не первая»                          | В. Полиенко                         | С. Галоян                     |                                | 4:19         |
| 7.                  | «Робот»                                     | В. Полиенко                         | А. Войтинский                 |                                | 3:54         |
| 8.                  | «Мальчик-гей»                               | А. Карасёва, В. Степанцов           | С. Галоян, И. Шаповалов       |                                | 3:19         |
| 9.                  | «Я твой враг»                               | Р. Рябцев                           | Р. Рябцев                     |                                | 4:18         |
| 10.                 | «Я сошла с ума»                             | Е. Кипер, В. Полиенко               | С. Галоян, И. Шаповалов       |                                | 3:32         |
| 11.                 | «30 минут (Moscow Grooves Institute Remix)» | В. Полиенко                         | С. Галоян, И. Шаповалов       | «Moscow Grooves Institute»     | 5:57         |
| 12.                 | «Мальчик-гей (That Black Remix)»            | А. Карасёва, В. Степанцов           | С. Галоян, И. Шаповалов       | That Black (Владислав Креймер) | 5:05         |
| Общая длительность: | Общая длительность:                         | Общая длительность:                 | Общая длительность:           | Общая длительность:            | 50:41        |

## Участники записи
В записи и оформлении альбома принимали участие:

| - Юлия Волкова — вокал - Елена Катина — вокал - Иван Шаповалов — продюсер - Елена Кипер — сопродюсер - Александр Войтинский — аранжировка - Сергей Галоян — аранжировка - Роман Рябцев — аранжировка - Евгений Курицын — аранжировка | - Дмитрий Дворецкий — аранжировка - Azazin — дизайн буклета (переиздание) - Teabull — дизайн буклета (переиздание) - Денис Барковский — дизайн обложки (переиздание) - Игорь Голов — фотограф - Moscow Grooves Institute — ремикс - That Black — ремикс |

## Чарты и сертификации
| Страна (Чарт, 2001—2003) | Высшая Позиция |
| ------------------------ | -------------- |
| Польша                   | 1              |
| Россия                   | 1              |
| Словакия                 | 1              |
| Чехия                    | 1              |
| Япония                   | 123            |

| Страна (Чарт, 2001) | Позиция |
| ------------------- | ------- |
| Россия              | 1       |
| Страна (Чарт, 2002) | Позиция |
| Польша              | 2       |

### Сертификации
| Страна/территория | Статус     | Продажи/отгрузки |
| ----------------- | ---------- | ---------------- |
| Европа            | Платиновый | 1 000 000        |
| Польша            | Платиновый | 94 000           |
| Россия            | —          | 630 000          |
| Чехия             | Платиновый | 10 000           |

## Трибьют-альбом
5 ноября 2021 года вышел одноимённый трибьют-альбом «200 по встречной», посвящённый песням из оригинального альбома и приуроченный к его 20-летию.